# Pont Marteau
De Pont Marteau is een voormalige spoorbrug op de grens van de gemeenten Bussières en Sainte-Colombe-sur-Gand in het Franse departement Loire. De brug werd gebouwd als overspanning van de vallei van het beekje de Bernand als onderdeel van de Spoorlijn Régny - Saint-Just-en-Chevalet.

## Geschiedenis

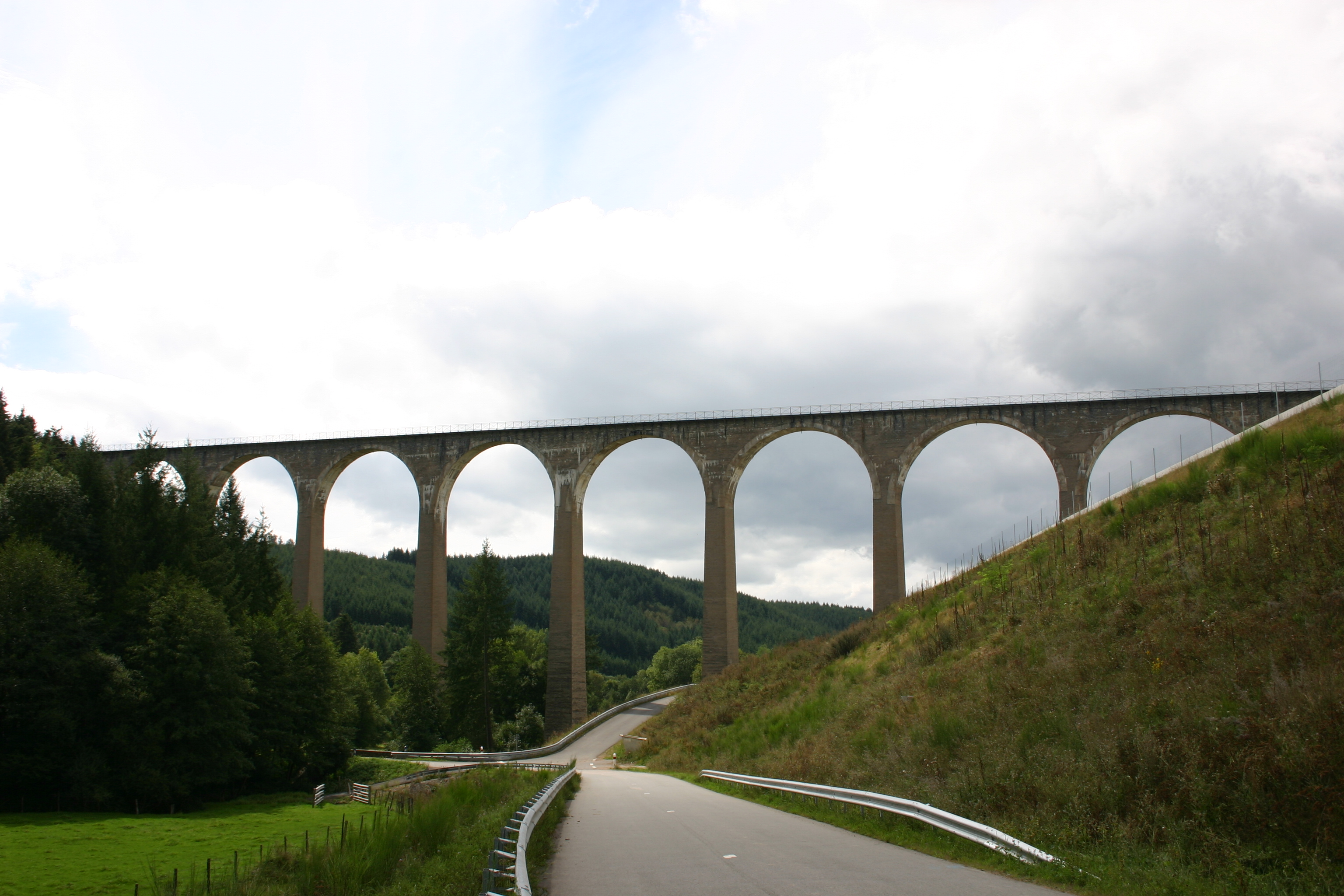
De Pont Marteau vanaf de D64.

De brug heet eigenlijk Viaduc du Bernand. De naam Pont Marteau is genoemd naar een primitieve brugplank, de Planche Marteau, die de Bernand overspande voor de aanleg van de brug. De spoorlijn die Régny en Saint-Just-en-Chevalet met elkaar verbond werd tussen 1910 en 1923 na jarenlang geruzie en planmakerij aangelegd. De Pont Marteau zelf werd tussen 1914 en 1922 gebouwd. Tijdens de Eerste Wereldoorlog werden voor de bouw van de brug Duitse krijgsgevangenen ingezet. In 1923 werd de spoorlijn, ook Le tacot genoemd geopend. Omdat de lijn te weinig geld opbracht werd deze in 1939 opgeheven. De Pont Marteau is nu een voetgangersbrug en overspant de snelweg A89.